# Göran Söderlund (museiman)
För andra personer med samma namn, se Göran Söderlund.
Göran Patrick Söderlund, född 6 februari 1946 i Solna församling i Stockholms län, död 27 januari 2013 i Gustav Vasa församling i Stockholm, var en svensk museiman och skriftställare.
Göran Söderlund var från 1991 till 2013 förste intendent vid Prins Eugens Waldemarsudde på Djurgården i Stockholm. Han är författare/redaktör till ett större antal publikationer inom konst. Särskilt uppmärksammad blev bland annat en samskriven bok om Eugène Jansson samt en utställning om densamme som Söderlund var utställningskommissarie för.
Söderlund var son till tjänstemannen Karl Gustav Söderlund och djuraktivisten Ingrid af Trolle (ogift Gullberg) samt halvbror till konstnären Marika af Trolle.
Göran Söderlund är begravd på Galärvarvskyrkogården i Stockholm.